# Championnat du Niger de football 2019-2020
Navigation
Édition précédente Édition suivante
La saison 2019-2020 du Championnat du Niger de football est la cinquantième édition de la Ligue 1, le championnat national de première division au Niger. Les quatorze équipes engagées sont regroupées au sein d'une poule unique où elles affrontent deux fois leurs adversaires, à domicile et à l'extérieur. En fin de saison, les deux derniers du classement final sont directement relégués et remplacés par les deux meilleures formations de deuxième division.
La saison débute le 6 octobre 2019, mais sera interrompue le 17 mars 2020 à cause de la pandémie de Covid-19. Le 5 mai 2020, le championnat est définitivement arrêté et annulé, il n'y aura pas de champion, ni de relégation, ni de promotion en fin de saison.

## Qualifications continentales
Le champion du Niger se qualifie pour la Ligue des champions de la CAF 2020-2021. La place en Coupe de la confédération 2020-2021 est réservée au vainqueur de la Coupe du Niger. Si un club réalise le doublé, c'est le finaliste de la Coupe qui obtient son billet pour la compétition.

## Participants
- AS Douanes
- ASGNN
- ASFAN Niamey
- Jangorzo FC
- JS Ader - Promu de D2
- Urana FC
- AS Police
- US Gendarmerie Nationale
- AS Sonidep
- Racing Boukoki
- ASN Nigelec FC
- Sahel SC
- Olympic FC - Promu de D2
- Espoir FC

## Compétition

### Classement
Le classement est établi sur le barème de points suivant : victoire à 3 points, match nul à 1, défaite à 0.
| Rang | Équipe                   | Pts | J  | G  | N | P  | Bp | Bc | Diff |
| ---- | ------------------------ | --- | -- | -- | - | -- | -- | -- | ---- |
| 1    | US Gendarmerie Nationale | 40  | 20 | 12 | 4 | 4  | 25 | 13 | +12  |
| 2    | Sahel SC                 | 39  | 20 | 12 | 3 | 5  | 30 | 17 | +13  |
| 3    | AS SonidepT              | 38  | 20 | 11 | 5 | 4  | 27 | 18 | +9   |
| 4    | ASGNN                    | 35  | 20 | 10 | 5 | 5  | 30 | 18 | +12  |
| 5    | AS Douanes               | 31  | 19 | 8  | 7 | 4  | 21 | 13 | +8   |
| 6    | ASFAN Niamey             | 29  | 19 | 8  | 5 | 6  | 22 | 14 | +8   |
| 7    | AS Police                | 27  | 20 | 7  | 6 | 7  | 18 | 20 | -2   |
| 8    | Racing Boukoki           | 25  | 20 | 7  | 4 | 9  | 18 | 23 | -5   |
| 9    | ASN Nigelec FC           | 22  | 20 | 5  | 7 | 8  | 17 | 21 | -4   |
| 10   | Jangorzo FC              | 21  | 19 | 5  | 6 | 8  | 18 | 20 | -2   |
| 11   | Olympic FC P             | 19  | 20 | 4  | 7 | 9  | 16 | 27 | -11  |
| 12   | Urana FC                 | 18  | 19 | 4  | 6 | 9  | 10 | 20 | -10  |
| 13   | JS Ader P                | 18  | 20 | 5  | 3 | 12 | 21 | 32 | -11  |
| 14   | Espoir FC                | 16  | 20 | 4  | 4 | 12 | 14 | 31 | -17  |

|  | Qualification pour la Ligue des champions de la CAF 2020-2021                         |
|  | Qualification pour la Coupe de la confédération 2020-2021                             |
|  | Relégation directe en deuxième division                                               |
|  | T : Tenant du titre C : Vainqueur de la Coupe du Niger P : Promu de Deuxième division |

- Le championnat ayant été annulé, ce sont les participants aux compétitions continentales de 2019-2020 qui sont qualifiés pour la saison 2020-2021. AS Sonidep représente le pays en Ligue des champions et l'US Gendarmerie Nationale joue la Coupe de la confédération.

## Bilan de la saison
| Championnat du Niger de football 2019-2020 |                          |
| Champion                                   | aucun                    |
| Coupes et trophées                         |                          |
| Vainqueur de la Coupe du Niger 2019-2020   | annulée                  |
| Qualifications continentales               |                          |
| Ligue des champions de la CAF 2020-2021    | AS Sonidep               |
| Coupe de la confédération 2020-2021        | US Gendarmerie Nationale |
| Promotions et relégations                  |                          |
| Promus en Ligue 1                          | aucun                    |
| Relégués en Deuxième division              | aucun                    |